# Księga dżungli (film 1942)
Księga dżungli (ang. Jungle Book) – amerykański film fabularny z 1942 roku w reżyserii Zoltana Kordy.

## Nagrody i nominacje
| Nazwa nagrody | Wygrane | Nominacje |
| ------------- | ------- | --- |
| Oscar         | –       | 1943 Najlepsza muzyka w dramacie lub komedii: Miklós Rózsa Najlepsza scenografia – filmy kolorowe: Julia Heron, Vincent Korda Najlepsze efekty specjalne: Lawrence W. Butler, William A. Wilmarth Najlepsze zdjęcia – filmy kolorowe: W. Howard Greene |